# Орб
Орб (фр. Orb) је река у Француској. Дуга је 135 km. Улива се у Средоземно море. 